# York (Nueva York)
York es un pueblo ubicado en el condado de Livingston en el estado estadounidense de Nueva York. En el año 2000 tenía una población de tres mil doscientos diecinueve habitantes y una densidad poblacional de veinticinco personas por km².

## Geografía
York se encuentra ubicado en las coordenadas 42°51′32″N 75°53′25″O / 42.85889, -75.89028.

## Demografía
Según la Oficina del Censo en 2000 los ingresos medios por hogar en la localidad eran de 43 229$ y los ingresos medios por familia eran 50 136$. Los hombres tenían unos ingresos medios de 34 048$ frente a los 20 430$ para las mujeres. La renta per cápita para la localidad era de 19 796$. Alrededor del 1.8% de la población estaban por debajo del umbral de pobreza.